# Xaldan
Xaldan è un comune dell'Azerbaigian situato nel distretto di Yevlax. Conta una popolazione di 3 818 abitanti.